# 合同のとらえなおし
合同のとらえなおし（ごうどうのとらえなおし）は、1969年6月24日に日本基督教団と沖縄キリスト教団が「合同」したものの、ヤマトにとっても、沖縄県にとってもそのことについての意味合いを十分に認識していなかったということが、1978年頃以降に段々認識されるようになり、日本基督教団内において論議が続けられている問題のこと。これが教団内で問題とされていることから「合同のとらえなおし問題」と呼ばれることが多い。
なお当時の沖縄は米軍統治下にあり、1972年の本土復帰以前であった。
沖縄側の視点では「この『合同』は対等合併」で、本土側の視点では「元々1つの群れが再合流」という、認識の差異が際立っている。しかし互いに意思疎通が図られておらず、日本基督教団の総会においては廃案続きで解決の目処は立っていない。

## 歴史
- 1941年6月24日 - 日本基督教団の創立により、沖縄にありそれに関係する各派17教会は、日本基督教団九州教区沖縄支教区の所属となる。
- 1945年
  - 4月5日 - アメリカ軍が沖縄に上陸、琉球列島米国軍政府を設立すると宣言。
  - 5月頃 - 沖縄戦を生き抜いたキリスト者たちにより福音宣教が再開される。
- 1946年2月6日 - 沖縄キリスト聯盟が結成される。
- 1946年10月15日・16日 - 日本基督教団第4回総会において、「教憲」を制定した上で「教規」を変更して、沖縄支教区の存在を消す。
- 1950年6月9日 - 沖縄キリスト聯盟が、単一教会を目指して沖縄キリスト教会へ改組し、教会規則を制定する。
- 1951年4月1日 - 米軍政府が琉球臨時中央政府を発足させる。
- 1952年
  - 4月1日 - 米軍政府が琉球中央政府を発足させる。
  - 11月14日 - 日本基督教団が、創立記念日を宗教団体法認可日の11月24日から6月24日に変更する。
  - 12月2日 - 宗教法人「日本基督教団」規則が認証される。
- 1953年6月12日 - 小崎道雄日本基督教団総会議長が柏井同副議長とストーン宣教師と共に沖縄を訪問する（6月19日まで）。
- 1953年11月1日 沖縄にあるバプテスト加盟教会が、沖縄キリスト教会を離脱する（後に沖縄バプテスト連盟を結成）。
- 1969年6月24日 - 日本基督教団と沖縄キリスト教団が「合同」する。
- 1972年5月15日 - 沖縄が日本へ返還され、日本国沖縄県となる。